# 고미정
고미정(高美貞, 1969년 3월 15일 ~ )은 대한민국의 제8대 전라북도 김제시의원이다.

## 학력
- 전주대학교 사범대학 한문교육학과 졸업

## 경력
- 금구초등학교 돌봄교사
- 더불어민주당 전북도당 김제시·부안군 지역위원회 여성위원회 부위원장
- 2018.07 ~ 2020.07 제8대 전라북도 김제시의회 의원
- 2018.07 ~ 2020.07 제8대 전라북도 김제시의회 전반기 행정지원위원회 위원
- 2018.07 ~ 2019.11 제8대 전라북도 김제시의회 전반기 경제복지위원회 위원장
- 2019.11 ~ 2020.07 제8대 전라북도 김제시의회 전반기 경제행정위원회 위원장
- 2020.06.29 더불어민주당 출당
- 2020.07.22 제명

## 논란
한편, 무소속 유진우 의원이 동료 의원인 고미정 의원과의 불륜을 이유로 시의회에서 제명되어 결원이 발생한 전라북도 김제시의회 다선거구에 대해서는 김제시 선거관리위원회가 시의원 정수가 아직 3/4 이상 남아있고, 유 전 의원이 소송을 제기할 가능성이 있어 보궐선거를 실시하지 않기로 결정하였다. 그 동료 의원이었던 고미정 의원도 6일 뒤 제명됐지만, 비례대표 의원이라서 보궐선거를 치루지 않기 때문에, 결국 김제시의회의 의원석 두 자리는 다음 지방선거 때까지 공석으로 남게 되었다.

## 역대 선거 결과
| 실시년도 | 선거      | 대수 | 직책   | 선거구      | 정당         | 득표수    | 득표율          | 순위         | 당락 | 비고           |
| -------- | --------- | ---- | ------ | ----------- | ------------ | --------- | --------------- | ------------ | ---- | -------------- |
| 2018년   | 지방 선거 | 8대  | 시의원 | 전북 김제시 | 더불어민주당 | 36,434 표 | \| \| 73.62% \| | 비례대표 2번 |      | 초선, 민선 7기 |
|          | 73.62%    |      |        |             |              |           |                 |              |      |                |